# Lucas Venuto
Lucas Henrique Ferreira Venuto (Governador Valadares, 1995. január 14. –) brazil labdarúgó, a Portuguesa játékosa.

## Pályafutása
2012 és 2014 között a Red Bull Brasil akadémiáján nevelkedett, majd Felipe Piressel a német testvér csapat az RB Leipzig korosztályos csapatához kerültek. Fél év múlva mindketten az osztrák FC Liefering játékosai lettek. 2014. július 18-án debütált a TSV Hartberg elleni másodosztályú mérkőzésen. Ezt követően még 17 bajnokin lépett pályára és 5 gólt szerzett. A szezon második felét kölcsönben az SV Grödig csapatánál töltötte az első osztályban. 11 bajnoki mérkőzésen és 2 kupa találkozón lépett pályára, ami elég volt a kölcsön lejárta utáni szerződtetéséhez. A 2015–16-os szezonban 20 bajnoki mérkőzésen 7 gólt szerzett, a Rapid Wien ellen duplázott. 2016. január 8-án aláírt az Austria Wien együtteséhez. 2019 januárjában aláírt a Vancouver Whitecaps csapatához.